# Yōji Yamamoto
Yōji Yamamoto (jap. 山本耀司 Yamamoto Yōji; ur. 1943 w Tokio) – japoński projektant mody, laureat francuskiej nagrody Chevalier de l'Ordre des Arts et des Lettres.

## Życiorys
Urodził się w 1943 r. w Tokio. Był wychowywany przez matkę (ojciec zginął na wojnie). W młodości uczęszczał do szkoły prowadzonej przez francuskich jezuitów.  
W 1966 zdobył wykształcenie prawnicze na Uniwersytecie Keiō. Następnie rozpoczął naukę w prestiżowej japońskiej szkole kreatorów mody Bunka Fukusō Gakuin, którą ukończył w 1968 r. Przez cztery lata pracował w sklepie odzieżowym swojej matki, a następnie w 1971 r. utworzył własną markę odzieżową – Y’s Inc.  
Pierwszy pokaz kolekcji Yamamoto odbył się w Tokio w 1977 r. W 1981 r. w Paryżu odbył się jego pierwszy pokaz europejski, natomiast w 1982 r. projektant po raz pierwszy pokazał swoją kolekcję w Nowym Jorku.  
W 1989 r. wystąpił w dokumentalnym filmie Wima Wendersa pt. Notatki o strojach i miastach. W 2003 r.  
Yamamoto stworzył Y-3 – linię sportowych ubrań dla kobiet i mężczyzn, opracowaną dla marki Adidas.  
W roku 2009 posiadał ponad 200 sklepów na całym świecie (z czego 120 mieści się w Japonii). Sygnuje swoim nazwiskiem również linię perfum i biżuterii. 
Charakterystyczne dla kolekcji tworzonych przez Yamamoto są bardzo obszerne ubrania oraz dominacja jednej barwy, najczęściej czarnej.

### Życie prywatne
W życiu prywatnym związany jest z projektantką Rei Kawakubo. Jego córką jest Limi Yamamoto, również zajmująca się projektowaniem ubrań.